# Thogal
Thogal (Wylie: thod-rgal) – w tybetańskiej tradycji duchowej dzogczen zaawansowane techniki medytacyjne, stosowane dopiero po ustabilizowaniu praktyki tregczod. Thogal polega na pracy z symbolicznymi wizjami odzwierciedlającymi energie przejrzystości pierwotnego stanu kunszi. W celu umożliwienia zamanifestowania się tych wizji z zakamarków umysłu stosuje się zazwyczaj 49-dniowe odosobnienie w całkowitej ciemności. 